# Gospodarka starożytnego Egiptu
Gospodarka starożytnego Egiptu – system ekonomiczny starożytnego Egiptu, stanowiący przykład gospodarki opartej na magazynowaniu i redystrybucji dóbr pod nadzorem lokalnej administracji. 

## Zarys ogólny
Organizacją gospodarki starożytnego Egiptu zajmowała się podległa władcy administracja, odpowiedzialna między innymi za zbieranie i przechowywanie dóbr wyprodukowanych w całym kraju, pozyskiwanie produktów zagranicznych oraz rozporządzanie nimi zgodnie z potrzebami w państwie. Mimo że z czasem powstały również należące do świątyń istotne zaplecza i stworzone przez urzędy magazyny wtórne oraz centra redystrybucji, instytucje te zawsze powiązane były z pałacem, stanowiąc jego integralną część i tym samym pozostawiając kontrolę nad przepływem dóbr w rękach centralnej władzy.
W Okresie Późnym, ze względu na dużo większą strefę wpływów zarówno Imperium Perskiego, jak i Imperium Aleksandra Wielkiego, w obrębie których znalazł się także Egipt, wzrosła rola wymiany handlowej. Ze względu na rozleglejsze kontakty handlowe państwa egipskiego, wzrosło także użycie monet.
Podczas panowania perskiego, Egipt coraz bardziej integrował się z ówczesnym światem, kontynuując zapoczątkowany podczas Ramessydów kierunek zmian socjoekonomicznych, które prowadziły do większych kontaktów z państwami basenu Morza Śródziemnego.
Za czasów Ptolemeuszy rozwinięto sieć szlaków handlowych. Jednym z większych sukcesów tego okresu jest odtworzenie drogi łączącej Nil z portami położonymi nad Morzem Czerwonym, które było możliwe dzięki działaniom Ptolemeusza II.
Jako że podstawą ówczesnej gospodarki było rolnictwo, jednym z kluczowych elementów wpływających na cykl ekonomiczny starożytnego Egiptu stanowił poziom Nilu. Poziom corocznych wylewów Nilu różnił się między sobą, co było efektem dłuższych cykli klimatycznych, które okresowo wpływały na gospodarkę rolną. Dlatego ważną rolę w zabezpieczeniu państwa w okresach suchych odgrywały ośrodki administracyjne, należące zarówno do władcy, jak i świątyń. Nie był to system monolityczny, lecz kompleksowa sieć autonomicznych placówek administracji, zajmujących się zbieraniem przychodów, rozdzielaniem płac oraz magazynowaniem i dystrybucją zbiorów.
Stan tego rodzaju gospodarki w poszczególnych regionach zależał od zasobów, jakich dostarczała tam ziemia. Egipt był w dogodnej sytuacji ze względu na bardzo żyzne tereny rolnicze nad Nilem (nazwa kraju, to Kemet, co oznacza „czarną ziemię”), łagodny klimat, obfitość flory i fauny, a w górach po obu stronach rzeki bogactwo surowców skalnych i mineralnych. Brakujące surowce, takie jak drewno, srebro oraz wonności potrzebne do rytuałów sprowadzane były od samego początku z innych krajów.

## Surowce naturalne
Wydobycie kamienia: różowe granity w okolicy Asuanu, piaskowce w Gebel el-Silsila, łupki i brekcje w Wadi Hammamat, porfiry w Gebel Duchan, alabaster w Hat-Nub, wapienie w Tura i Maasara, różowy kwarcyt w Gebel el-Ahmar, bazalty i doleryty w Abuzabal.
Kamienie ozdobne: turkus, malachit, granat, zielony szpat polny i chalcedon na Półwyspie Synaj, kwarc, kalcyt i zielony szpat, onyks, ametyst, zielony beryl, chalcedon w pustyni na wschodzie, ametyst i kwarc w okolicy Asuanu, kwarc, kalcyt, w okolicy Asjut oraz chalcedon w okolicy Abu Simbel i oazie Baharija, a Morze Czerwone dostarczało korali i pereł.
Lapis lazuli sprowadzany był najprawdopodobniej z Afganistanu, natomiast złoto z Nubii.

## Rolnictwo

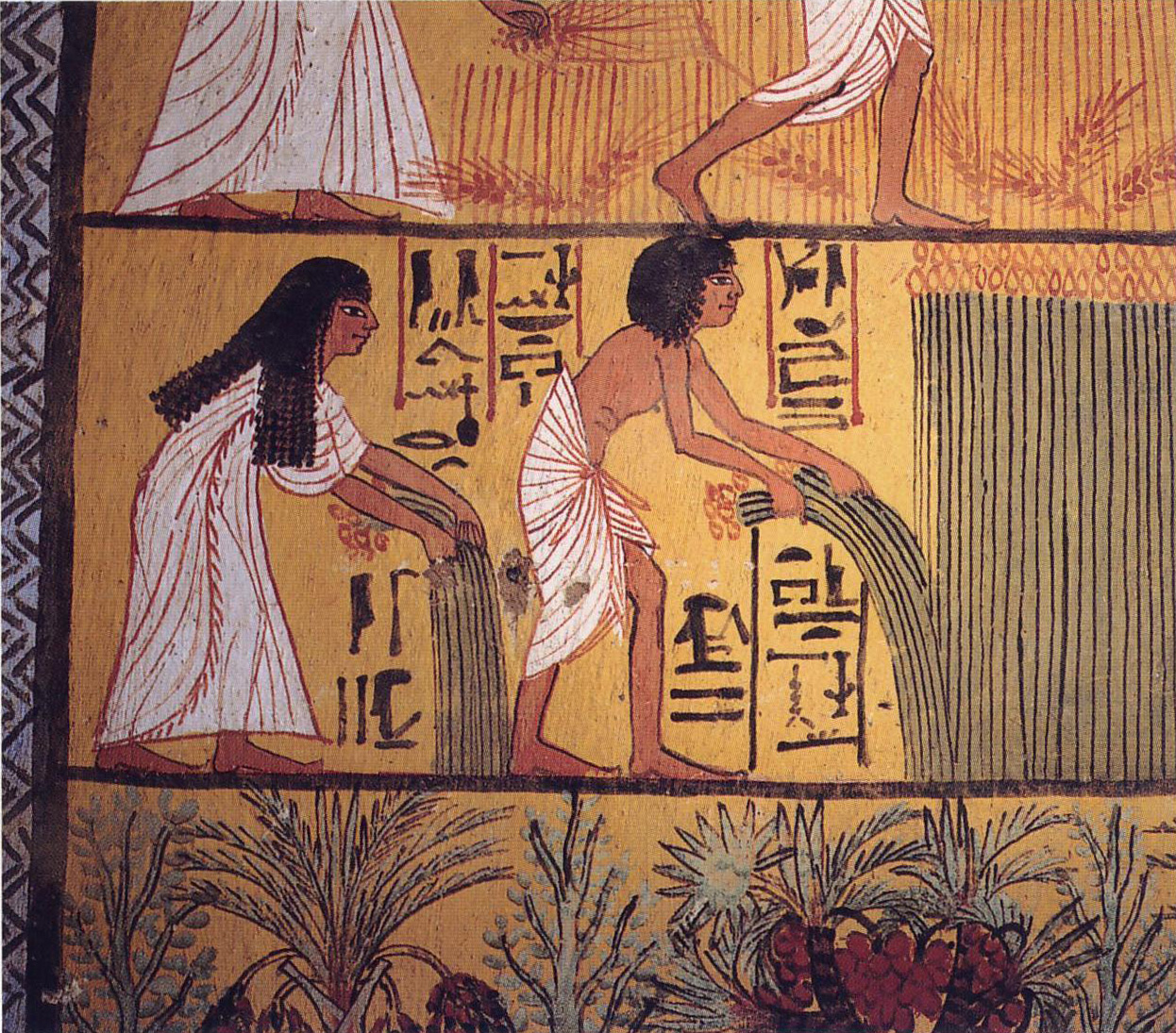
Przedstawienie uprawy oraz żniw w komorze grobowej Sennedżema w Deir el-Medina

Rolnictwo we wszystkich postaciach – uprawie, hodowli, myślistwie i rybołówstwie – rozwinęło się zarówno w głębi doliny, jak i na krańcach czarnoziemu, a tereny były bardzo łatwe w eksploatacji.

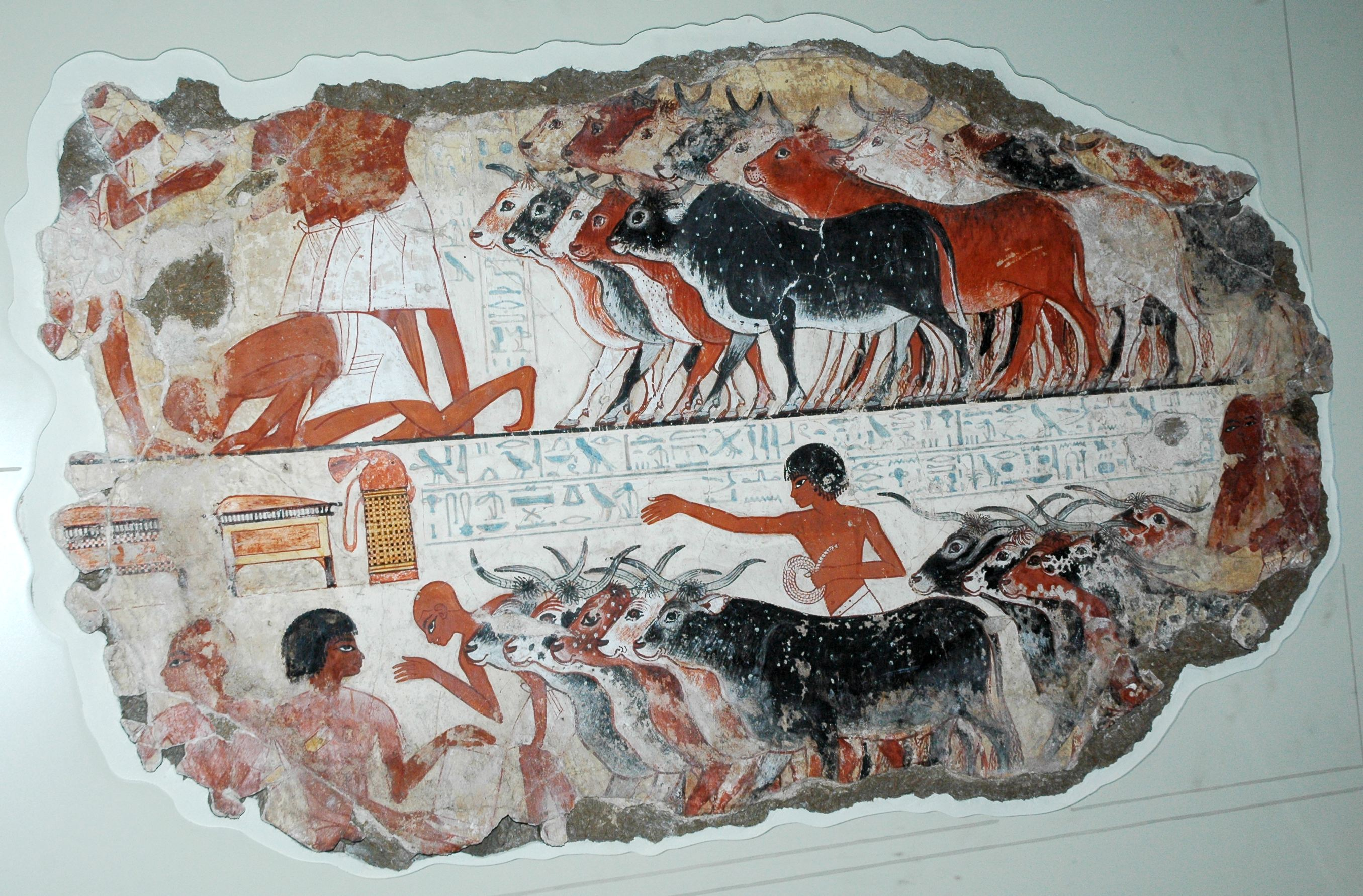
Doglądanie bydła (XVIII dyn.)

Istnieje bardzo dużo przykładów zachowanych malowideł, płaskorzeźb, rzeźb i dokumentów, z których można się dowiedzieć, jak dokładnie przebiegał proces upraw i hodowli. 
Uprawy były zależne od wylewów Nilu. Starożytni Egipcjanie rozróżniali trzy pory kalendarza: wylewu Nilu (Achet), wzrostu roślin (Peret) oraz zbioru (Szemu).
Sezon wylewu Nilu trwał od czerwca do września, wtedy na brzegach rzeki osadzał się muł bogaty w składniki mineralne. Kiedy woda ustępowała, następował okres wegetacji, który trwał od października do lutego. W tym czasie rolnicy orali ziemię, sadzili nasiona i utrzymywali nawadnianie poprzez system rowów i kanałów.

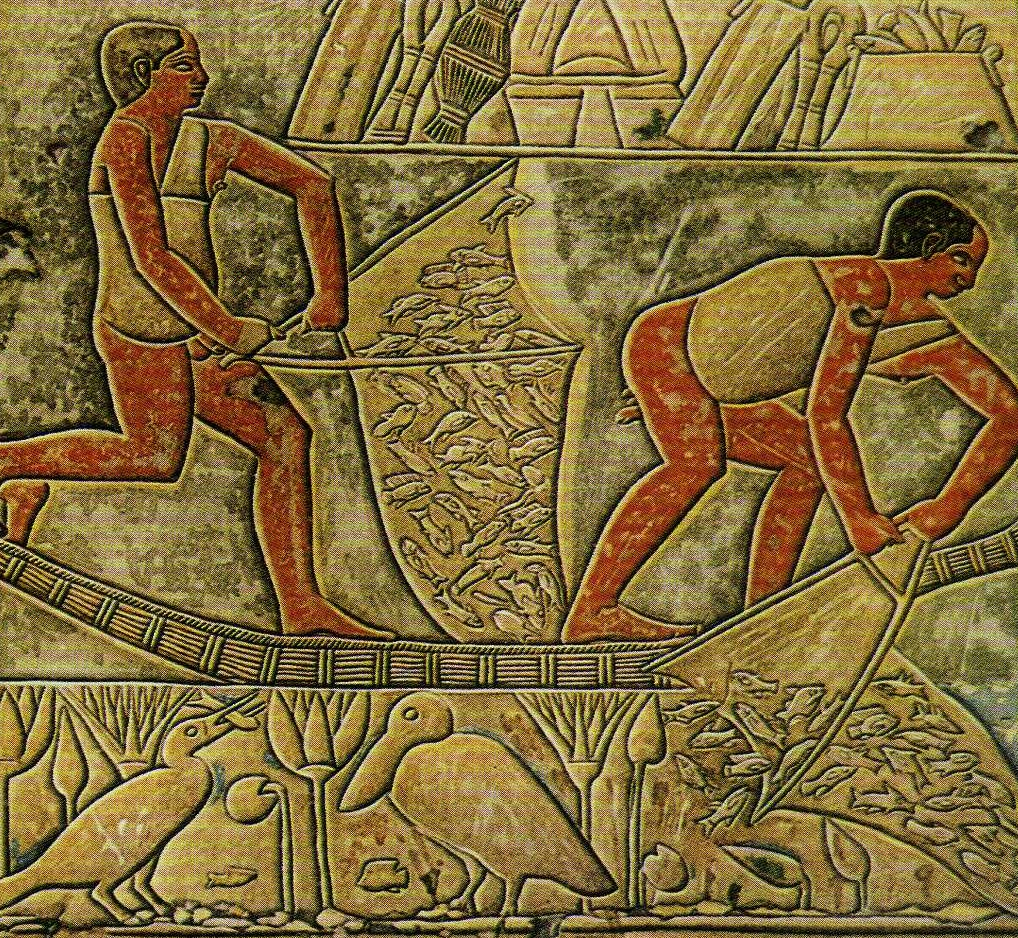
Scena połowu ryb, malowidło z grobowca Mereruki (VI dyn.)

System kanałów rozwinął się ze względu na niewielkie opady deszczu, skłaniające egipskich rolników do polegania na wodach Nilu. Obszar, na którym uprawiano ziemię w dolinie rzeki podczas wylewu, był do pewnego stopnia wyrównywany, a kanały irygacyjne tworzyły ciąg basenów o sporych rozmiarach, dzieląc ziemię przeznaczoną do irygacji na tarasy opadające w kierunku koryta Nilu. W okresie od marca do maja zbierano plony – rolnicy wykorzystywali w tym celu sierpy oraz cepy do oddzielania plew od ziarna.
Płody rolne były przekazywane do przetwórstwa, np. mielenia na mąkę, albo przechowywane w magazynach w celu późniejszego wykorzystania. Ze źródeł archeologicznych wynika, że w starożytnym Egipcie uprawiano rośliny zbożowe, w tym orkisz do wypieku chleba oraz jęczmień do warzenia piwa – pszenica zwyczajna pojawiła się najprawdopodobniej dopiero w okresie grecko-rzymskim. Oprócz tego uprawiano rośliny strączkowe m.in. soczewicę, groch włoski i sezam; warzywa – sałatę, cebulę, czosnek; owoce – szczególnie daktyle i winogrona, a także rośliny pastewne na pożywienie dla zwierząt. Zajmowano się też pszczelarstwem, a z cibory papirusowej rosnącej na brzegach rzeki wyrabiano papirus, maty, łodzie i inne przedmioty.
Zachowane malowidła i dokumenty przedstawiają różnorodność rodzajów zwierząt, jakie hodowano – były to na pewno bydło, świnie, kozy, owce, kaczki, gęsi oraz najprawdopodobniej gołębie. Kury znane były dopiero od czasów Nowego Państwa.

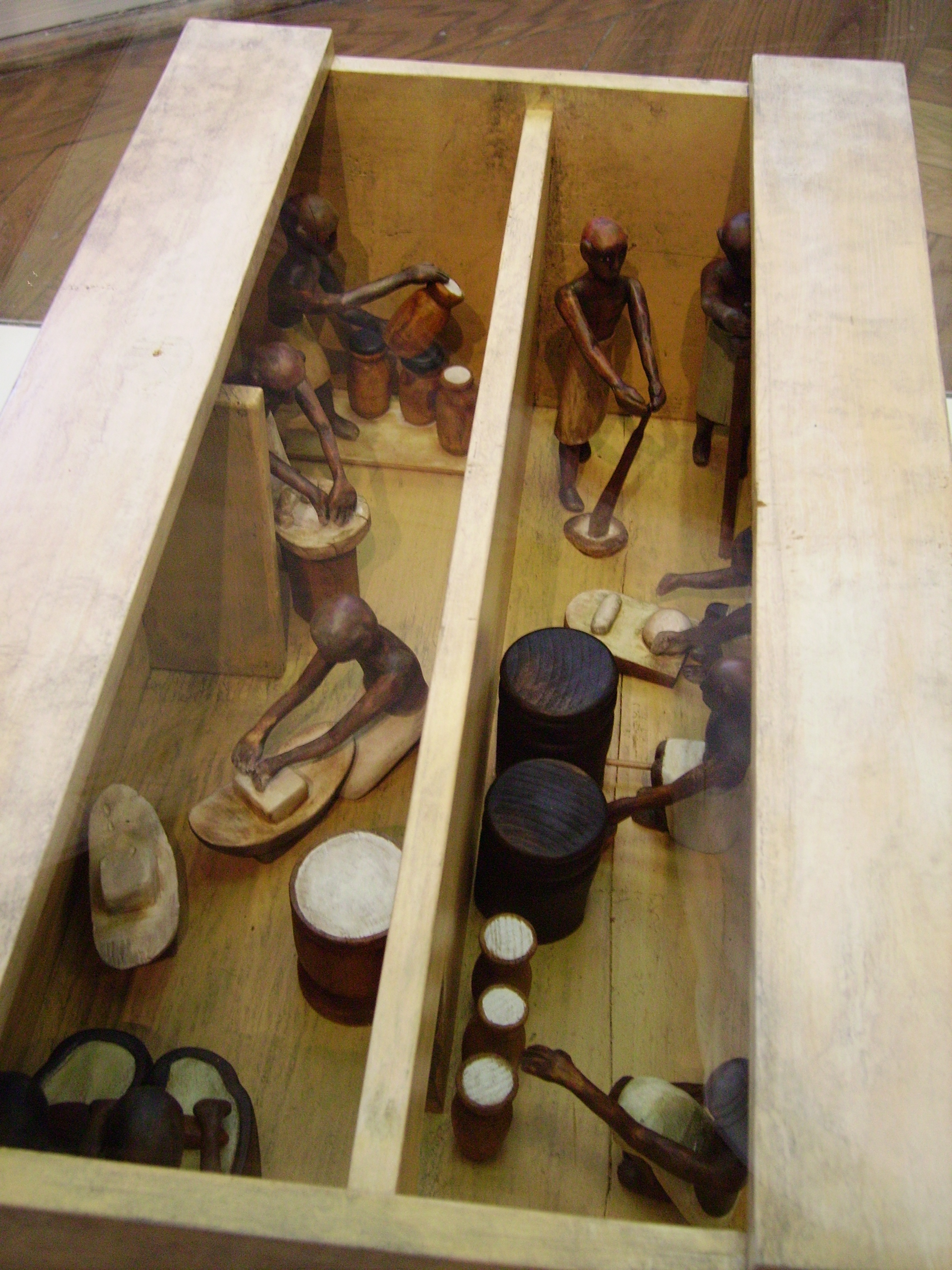
Model piekarni i browaru z grobowca Meketre (XI dyn.)

Rola polowania na dzikie ssaki w gospodarce egipskiej była ograniczona i dość wcześnie polowanie stało się sportem dla arystokracji. Natomiast sceny łowienia ryb i polowania na dzikie ptactwo wydają się ściśle powiązane z hodowlą bydła. Przedstawienia pokazują np. ludzi w zaroślach zajmujących się łowieniem ryb czy ścinaniem papirusu. Ostatni etap łowienia ryb często musiał być wykonywany przy pomocy sieci lub specjalnych koszy albo ręcznych siatek. Spotykane są też przedstawienia polowania na hipopotamy, co najprawdopodobniej było koniecznością, a nie sportem.

## Rzemiosło
Ważną rolę w gospodarce starożytnego Egiptu miało także rzemiosło. W źródłach archeologicznych, zarówno grobowych reliefach i malowidłach, jak również modelach widać różnorodność zawodów i wyspecjalizowanie poszczególnych grup rzemieślników: stolarzy, złotników, jubilerów, budowniczych, rzeźbiarzy (rzeźbiarstwo było traktowane jako rzemiosło i sztuka), garbarzy, garncarzy, wytwórców naczyń kamiennych, powroźników, ceglarzy, tkaczki, piekarzy, kucharzy, rzeźników czy browarników.
Oprócz wytwarzania na potrzeby własne gospodarstw rolnych, powstawały wyspecjalizowane manufaktury, zajmujące się produkcją dla państwa i bogatych właścicieli.

## Wyprawy handlowe

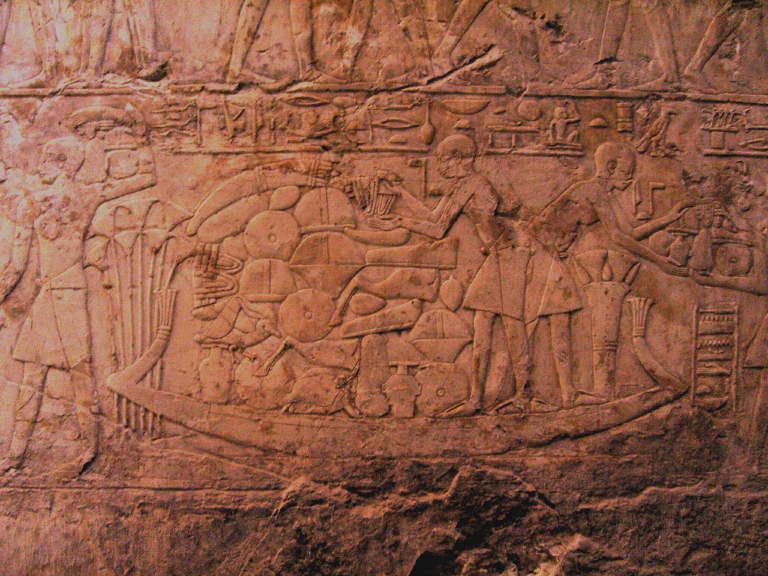
Wymiana handlowa, relief z grobowca Cheruefa (XVIII dyn.)

Egipt podejmował wyprawy handlowe do innych państw basenu Morza Śródziemnego, Bliskiego Wschodu, Azji oraz do niektórych państw afrykańskich. Z Lewantu sprowadzano drewno, niezwykle potrzebne między innymi do budowy wszelkiego typu statków, których duża wartość opierała się na położeniu geograficznym Egiptu – głównym wewnętrznym szlakiem komunikacyjnym był Nil, a najczęstszą drogą w wyprawach zagranicznych były szlaki morskie. 

Z powodu tego surowca, od samego początku Starego Państwa ważny był jak największy dostęp do wybrzeża Morza Śródziemnego, aby umożliwić nieprzerwany łańcuch dostaw. Od czasów Średniego Państwa eksportowano także inne przedmioty i surowce, jak np. srebrne lub gliniane naczynia kultur śródziemnomorskich (np. naczynia minojskie) czy lapis lazuli. 

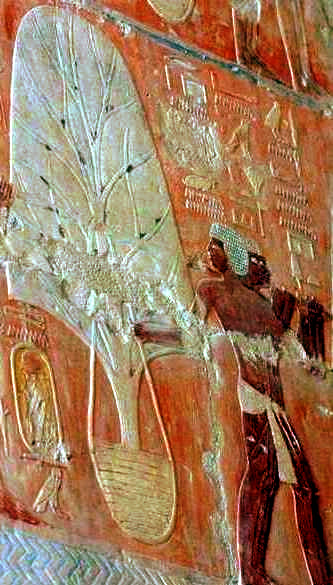
Drzewa i inne towary przywiezione z Punt, świątynia Hatszepsut (XVIII dyn.)

W stosunkach handlowych z Nubią najważniejszą rolę odgrywało złoto. Dostawy złota docierały do Egiptu od początków Starego Państwa, ogromny wzrost nastąpił w czasach Średniego, a spadek w połowie Nowego Państwa. Wydobywano je i później, aż po okres rzymski, kiedy eksploatację przejęli Rzymianie. W czasach Średniego Państwa handel z Nubią został scentralizowany w jednym miejscu, w miejscowości Mirgisy, co pozwoliło państwu czuwać nad transakcjami handlowymi i najprawdopodobniej inkasować opłaty. Oprócz złota sprowadzano też z Nubii strusie pióra, heban, cenne kruszce oraz kość słoniową.
Wyprawy handlowe docierały także do wybrzeży starożytnego kraju Punt (rejon Zatoki Adeńskiej lub południowe wybrzeża Morza Czerwonego). Najbardziej znana wyprawa, królowej Hatszepsut, została uwieczniona w jej świątyni, w Deir el-Bahari. Przywieziono wtedy perfumy, mirrę, kadzidła, cynamon, drzewa balsamowe, heban, kość słoniową, skóry panter oraz żywe zwierzęta, w tym pawiany.
W zamian za dobra luksusowa oraz surowce, Egipcjanie zaopatrywali sąsiadów w naczynia złote, srebrne, z twardego kamienia oraz alabastrowe, różnego rodzaju wyroby lniane, zwoje papirusu, skóry wołów, sznury, soczewicę, suszone ryby, skarabeusze, kolorowe fajanse i artystyczne meble.

## Podatki
Do pierwszego tysiąclecia p.n.e., podatki płacone były w postaci zboża, bydła oraz innych towarów, a także w postaci pańszczyzny. W czasach Starego Państwa do wyceny towarów i usług używano przelicznika na kruszec, jednak środkiem płatniczym w transakcjach barterowych były dobra materialne oparte na takiej wycenie. Bite monety pojawiły się po raz pierwszy w czasach dynastii saidzkiej (XXVI dyn.), ale nie były w obiegu do czasów XXIX dyn. 
Istnieją przesłanki, że złoto i srebro także było używane w systemie podatkowym (obok innych towarów), w przypadku, kiedy płatnikiem były wioski i miasta, a złoto pojawia się najczęściej w tekstach wiązanych z urzędnikami umiejscowionymi na obszarze południowej granicy państwa. Jednakże podatki w postaci „pieniądza” nie były znane do czasów Trzeciego Okresu Przejściowego.
Po zjednoczeniu predynastycznych państw Dolnego i Górnego Egiptu, ok. 3100 p.n.e., w celu wsparcia władcy i jego dworu zapoczątkowany został państwowy system podatkowy. Urząd ulokowano w Memfis, które stało się siedzibą elity społecznej oraz głównych instytucji Starego Państwa.

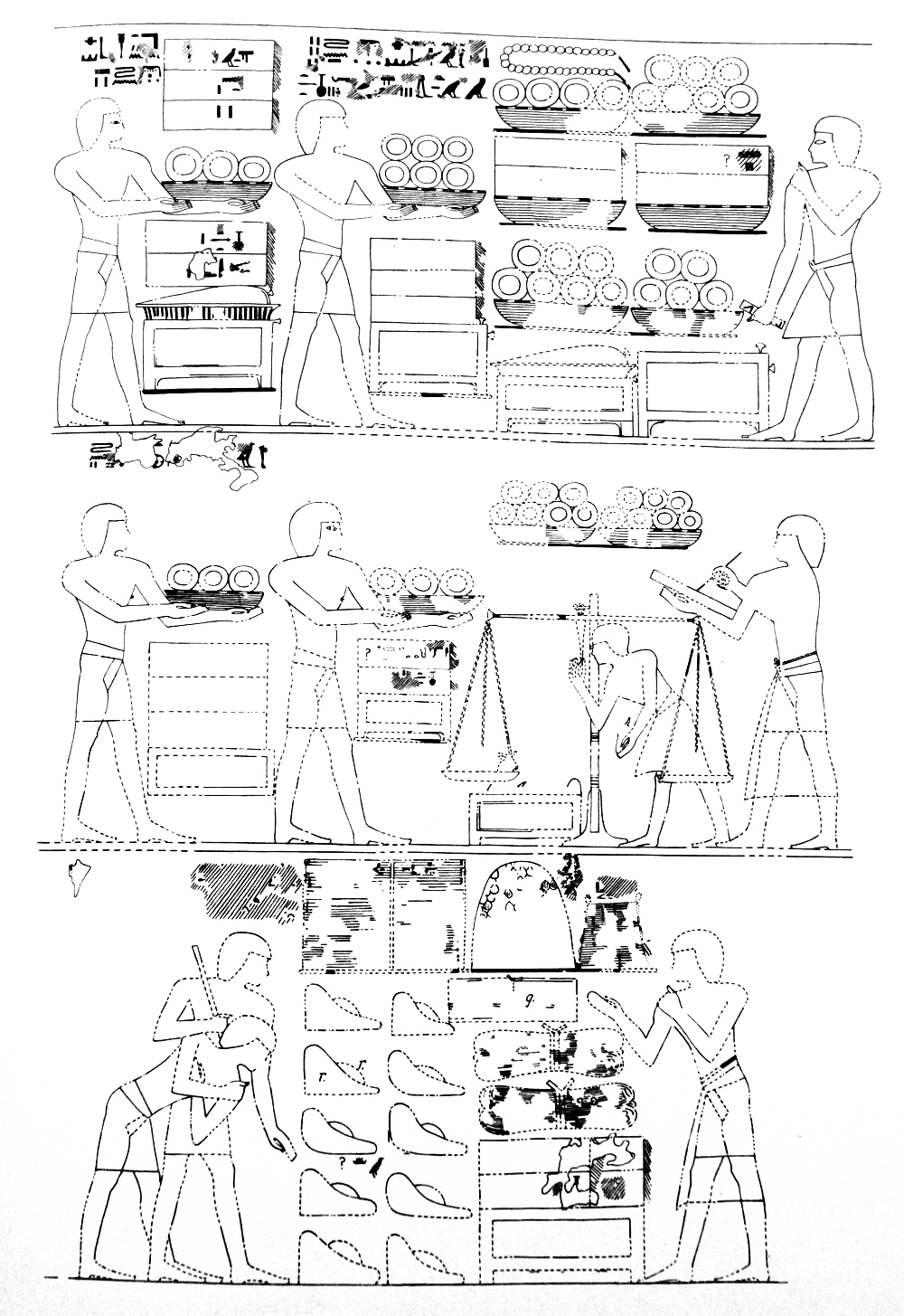
Płacenie podatków w naturze – lokalne opodatkowanie w gospodarce bezgotówkowej przedstawione na malowidłach w grobowcu wezyra tebańskiego Rechmire (XVIII dyn.)

Królewski skarbiec był pod nadzorem królewskiego zarządcy, który kontrolował zbieranie, magazynowanie, przetwarzanie oraz dystrybucję dochodów państwa. Urząd ten miał korzenie w Okresie Predynastycznym, kiedy oba królestwa ze sobą rywalizowały – w konsekwencji efektem organizacji tego systemu w Starym Państwie był urząd dwuizbowy. Taki system odzwierciedlał różnice geograficzne, społeczne i gospodarcze obu obszarów, co zwiększało jego efektywność. Produkty z egipskich pól trafiały do magazynu, gdzie czekały na redystrybucję. Z powodu ścisłego powiązania urzędów państwowych i lokalnych, darowizny na rzecz kultu oraz świątyń grobowych także przechowywane były w magazynach królewskich. Skarbiec państwowy rozdystrybuował przychody w naturze do osób na utrzymaniu władcy oraz świątyń, które mu podlegały.
W czasach Średniego Państwa system wyglądał podobnie, zachowane dokumenty wskazują jednak, że wielu chłopów odmawiało pańszczyzny, czyli uprawy pól, utrzymywania i naprawiania kanałów nawadniających, pracy przy projektach budowlanych czy pozyskiwania surowców za granicą.
W okresie Nowego Państwa wzrosło znaczenie kapłanów z wielkich świątyń, szczególnie świątyń Amona Ra i Ptaha. Świątynie, mimo że zyskały dużą niezależność ekonomiczną dzięki własnym majątkom, bogaciły się dodatkowo poprzez ciągłe zaopatrywanie ich przez organy państwa. Dokumenty fiskalne, dotyczące daniny w postaci ofiar na ołtarze, zwierząt na ofiary, odzieży dla rzeźb świątynnych i różnych innych potrzeb na rzecz kultu, pochodzą głównie ze świątyń, natomiast nie zachowały się dokumenty, z których można wywnioskować, jak to wyglądało ze strony państwa. Dlatego nie jest możliwe zweryfikowanie istnienia centralnego systemu zbierania podatków, pomimo istnienia urzędu „Mistrza Podatków”.
Wiadomo natomiast, że z podatków utrzymywano garnizony wojskowe. Od wpływów z podatków było też uzależnione wydobycie kamienia do projektów budowlanych, a także płace robotników w nekropolii królewskiej, umiejscowionej w wiosce Deir el-Medina.
W Trzecim Okresie Przejściowym kontynuowano zbieranie podatków w postaci zboża oraz pańszczyzny na rzecz państwa. Główną zmianą w tym okresie było stosowanie srebra jako sposobu zapłaty, zamiast jak do tej pory jednostki wartości. Natomiast monetyzacja systemu podatkowego pozostaje domeną późniejszych władców, z okresów Ptolemejskiego i Rzymskiego.

## Waluta i ceny
W Egipcie za czasów faraonów handel miał charakter wymiany barterowej. Za produkty rolnicze można było nabyć wytwory rzemieślnicze, domy lub niewolników, a nawet kupić funkcję urzędnika państwowego. W okresie Starego Państwa wykształciło się pojęcie wartości, a abstrakcyjną cenę wymienianych przedmiotów szacowano według miernika metalowego (miedź, srebro lub złoto). W dokumentach związanych z gospodarką, zawsze pojawiają się odwołania do takiego miernika wartości, gdyż to właśnie za jego pomocą określano cenę przy wymianie produktów, przy czym w przypadku większych transakcji handlowych odwoływano się do miernika wartości podanego w kruszcu.
Jednostkami wymiany w okresie Starego i Średniego Państwa były szat oraz deben, natomiast w czasach XIX dynastii (Nowe Państwo) pojawiła się również nowa jednostka kit.
1 szat ważył 7,5 g złota
1 deben = 12 szat (czyli 90 g złota)
1 kit = 1/10 debena srebra
System przeliczania sześć dziesiętny dla szat i deben stosowany w Starym, Średnim i Nowym Państwie do XIX dyn., uległ zmianie na system dziesiętny dla jednostki kit od czasów XIX dynastii.
Wartość była wyrażana w różnych jednostkach, odpowiadających ilości pewnych produktów: waga srebra i miedzi/brązu (deben lub kit), ale także jednostkami objętości ziarna i oleju sezamowego (char i oipe dla ziarna, hin dla oleju), przy czym 1 char ziarna równał się mniej więcej dwóm debenom.
W trzecim tysiącleciu p.n.e. istniał szeroki zakres cen miedzi w stosunku do srebra, a wartość zboża w stosunku do srebra odpowiadała ideałowi. Zatem koncepcja równoważności dopiero się rozwijała. Natomiast w drugim tysiącleciu p.n.e. zakres cen miedzi gwałtownie spadł, za to wartość zboża w odniesieniu do srebra wzrosła.
Może to mieć związek z tym, iż w drugim tysiącleciu p.n.e. ceny musiały zostać ustalone, ze względu na inwestycje w eksport. Wymiana opierała się na różnicach cen i w ten sposób ceny określone na rynku ustalały inwestycje i strategię dostaw.
Według innej hipotezy, wartość srebra zmalała ze względu na pojawienie się na rynku dużej ilości tego kruszcu, po serii kradzieży w grobowcach.  